# Don Bragg
Don Bragg, született Donald George Bragg (Penns Grove, New Jersey, 1935. május 15. – Oakley, Kalifornia, 2019. február 16.) olimpiai bajnok amerikai atléta, rúdugró.

## Pályafutása
Az 1959-es chicagói pánamerikai játékokon aranyérmes lett rúdugrásban. 1960. július 2-án Palo Altóban az olimpiára készülve 4,80 m eredménnyel új világcsúcsot ért el. A római olimpián 4,70 m eredménnyel olimpiai bajnoki címet szerzett. Világcsúcsát 1961. május 20-án George Davies döntötte meg 4,83 m-es eredménnyel.

## Sikerei, díjai
- Olimpiai játékok
  - aranyérmes: 1960, Róma
- Pánamerikai játékok
  - aranyérmes: 1959, Chicago